# Rivière Fraser (Le Val-Saint-François)
Pour les articles homonymes, voir Fraser.
La rivière Fraser est un tributaire de la rivière Ulverton, laquelle se déverse sur la rive est de la rivière Saint-François. La rivière Fraser coule entière dans la municipalité de Melbourne, dans la municipalité régionale de comté (MRC) de Le Val-Saint-François, dans la région administrative de l'Estrie, sur la Rive-Sud du fleuve Saint-Laurent, au Québec, Canada.

## Géographie
Les principaux bassins versants voisins de la rivière Fraser sont :
- côté nord : rivière Ulverton ;
- côté est : ruisseau Miller, rivière Saint-François ;
- côté sud : ruisseau Brandy, rivière Ulverton ;
- côté ouest : rivière le Renne, rivière Ulverton rivière Noire.

La rivière Fraser prend sa source dans les montagnes du Melbourne Ridge situé au sud du hameau Melboro, au nord-est du village de Racine et à l'est du village de Maricourt.
La rivière Fraser coule vers le nord-est, en zone forestière dans sa partie supérieure. Elle se déverse sur la rive est de la rivière Ulverton, à 2,4 km au nord-est du village de Maricourt..

## Toponymie
Selon la "Banque des noms de lieux" de la Commission de toponymie du Québec, la province de Québec comporte 135 toponymes (surtout des rues, des routes/chemins, des lacs, des ruisseaux) comportant le patronyme "Fraser".
Le toponyme "Rivière Fraser" a été officiellement inscrit le 7 novembre 1985 à la Commission de toponymie du Québec.